# Димине (Новоукраїнський район)
Ди́мине — село в Україні, у Маловисківській територіальній громаді Новоукраїнського району Кіровоградської області. Населення становить 201 осіб. 

## Населення
Згідно з переписом УРСР 1989 року чисельність наявного населення села становила 221 особа, з яких 96 чоловіків та 125 жінок.
За переписом населення України 2001 року в селі мешкало 200 осіб.

### Мова
Розподіл населення за рідною мовою за даними перепису 2001 року:
| Мова       | Відсоток |
| ---------- | -------- |
| українська | 94,03 %  |
| молдовська | 3,48 %   |
| російська  | 2,49 %   |